# Balitora lancangjiangensis
Balitora lancangjiangensis е вид лъчеперка от семейство Balitoridae. Видът не е застрашен от изчезване.

## Разпространение
Разпространен е във Виетнам, Китай (Юннан), Лаос, Мианмар и Тайланд.

## Описание
На дължина достигат до 7,1 cm.